# Palion Zarka
Palion Zarka (ur. 17 kwietnia 1984 w Fierze) – albański były kolarz szosowy, zwycięzca wyścigów Tour of Albania z lat 2004-2007, mistrz Albanii w kolarstwie szosowym z 2007 roku.

## Życiorys i kariera
Karierę kolarską rozpoczął w 1996 roku w Club Apollonia, był trenowany przez Kiço Kalemiego. 26 kwietnia 1999 roku po raz pierwszy wziął udział w Mistrzostwach Albanii w kolarstwie szosowym, zajmując na nich 8. miejsce. W latach 2001 i 2002 wygrał dwa młodzieżowe wyścigi kolarskie.
W 2002 roku zajął I miejsce w mistrzostwach Albanii w jeździe indywidualnej na czas z wynikiem czasowym 26 minut i 20 sekund. W kwietniu tegż roku wziął udział w Tour of Greece, zajmując 16 czerwca tegoż roku zdobył trzecie miejsce w mistrzostwach Albanii w kolarstwie szosowym z wynikiem czasowym 2 godzin 20 minut i 4 sekund.
W 2004 roku wygrał wyścig Tour of Albania.
W 2005 roku wziął udział w tureckim wyścigu Presidential Cycling Tour of Turkey, odpadając już na drugim etapie. Wygrał jednak kolejną edycję Tour of Albania. W ramach Mistrzostw Bałkanów, 19 lipca tegoż roku zdobył drugie miejsce w indywidualnej jeździe na czas dla zawodników do 23. roku życia w ramach Mistrzostw Bałkanów; pokonał zorganizowaną w bułgarskim Kazanłyku 31-kilometrową trasę w ciągu 42 minut i 17 sekund (o 23 sekundy dłużej od zwycięskiego bułgarskiego zawodnika Radosława Konstantinowa).
28 lipca 2006 roku wygrał wyścig zorganizowany w serbskim Novim Pazarze indywidualny wyścig na czas dla zawodników do 23. roku życia w ramach Mistrzostw Bałkanów; Zarka przejechał 33,5-kilometrową trasę w 41 minut i 50 sekund. W tymże roku ponownie wygrał wyścig Tour of Albania.
26 marca 2007 roku wygrał albański wyścig Küpen Demokracia zorganizowany dla zawodników do 23. roku życia. 12 maja tegoż roku zwyciężył w mistrzostwach Albanii w kolarstwie szosowym, pokonując 120 kilometrów w ciągu 3 godzin, 52 minut i 1 sekundy. 20 czerwca tegoż roku po raz czwarty z rzędu wygrał wyścig Tour of Albania, pokonując trasę w 17 godzin, 1 minutę i 24 sekundy. 31 lipca w ramach Mistrzostw Bałkanów, zorganizowanych w albańskiej Korczy, wygrał rywalizację w jeździe indywidualnej pokonując 30 kilometrów na czas z wynikiem 40 minut i 42 sekund.
24 maja 2008 roku zdobył trzecie miejsce na Tour of Albania, pokonując trasę w 22 godziny, 1 minutę i 29 sekund (o 5 minut i 39 sekund dłużej od zwycięskiego zawodnika Jonida Tosku. 26 czerwca tegoż roku zwyciężył w mistrzostwach Albanii w kolarstwie szosowym w jeździe indywidualnej na czas, pokonując trasę w 43 minuty i 11 sekund.
24 marca 2009 roku wziął udział w greckim wyścigu Agonas Thysias, kończąc go na pierwszym etapie. 23 maja tegoż roku zajął trzecie miejsce na Tour of Albania. 26 czerwca zajął czwarte miejsce w tegorocznych Mistrzostwach Albanii w kolarstwie szosowym, pokonując w jeździe grupowej trasę w 4 godziny, 19 minut i 45 sekund, a w jeździe indywidualnej na czas zajął trzecie miejsce z czasem 44 minut i 13 sekund. 30 czerwca tegoż roku Zarka wziął udział w Igrzyskach Śródziemnomorskich w Pescarze; pokonał na nich 22-kilometrową trasę w ciągu 31 minut oraz 5,52 sekundy i zajął 13. miejsce. 31 lipca w ramach Mistrzostw Bałkanów przejechał w Tekirdağu 25-kilometrową trasę w 32 minuty i 43 sekundy.
W 2010 roku ponownie wziął udział w Tour of Albania, odpadł jednak na szóstym etapie trasy.
W 2011 roku uczestniczył w albańskim wyścigu Kupa Sali Hima, odpadając już na jego pierwszym etapie.